# 大崎市立三本木中学校
大崎市立三本木中学校（おおさきしりつさんぼんぎちゅうがっこう）は宮城県大崎市にある公立中学校。地元では「三中」と呼ばれ，親しまれている。

## 概要
- 住所　〒989-6321　宮城県大崎市三本木字鹿野沢78-2

## 沿革
- 1947年（昭和22年）　三本木町立三本木中学校創立開校（４月18日）
- 1950年（昭和25年）　校舎新築移転，校章・三中賛歌・校旗制定
- 1962年（昭和37年）　体育館落成
- 1974年（昭和49年）   新校舎起工式
- 1975年（昭和50年）   新校舎落成移転。新校舎竣工式
- 1981年（昭和56年）   プール竣工
- 1985年（昭和60年）   校舎増築，校木「柏」制定，校旗更新
- 1989年（平成元年）   県中総体バレーボール競技男子　準優勝，東北総体バレーボール競技男子　第３位　全国大会出場
- 1992年（平成4年）    県中総体野球競技　優勝，東北中総体野球競技  第３位
- 1994年（平成6年）    県中総体野球競技　準優勝
- 2000年（平成12年）  県中総体バレーボール競技男子　優勝　東北大会出場，自転車置場工事落成，県中総体陸上競技　砲丸投　第１位　東北大会出場
- 2001年（平成13年）  東北中総体陸上競技　砲丸投　第１位　全国大会，県中総体バレーボール競技女子　優勝
- 2004年（平成16年）  県中総体バレーボール競技男子　優勝　東北大会出場，東北中総体バレーボール競技男子　第３位　全国大会出場
- 2005年（平成17年）  県中総体バレーボール競技男子　優勝　東北大会出場
- 2006年（平成18年）  市町村合併により「大崎市立三本木中学校」となる，県中総体卓球競技女子団体　優勝　東北大会出場
- 2010年（平成22年）  新１年生より制服変更（ブレザー）
- 2012年（平成24年）  県中総体：卓球個人優勝東北大会へ，県中学生卓球大会個人優勝 全国大会へ(埼玉)
- 2013年（平成25年）  県中総体卓球男子団体優勝　東北大会第３位，全国中学校卓球大会出場（岐阜）
- 2014年（平成26年）  県中総体バレーボール男子優勝　東北大会出場，県中総体卓球男子団体優勝　東北大会出場
- 2015年（平成27年） 「三本木と学校をつなぐ会」設立，県中総体卓球男子団体準優勝　東北大会出場，県中総体卓球女子団体優勝　東北大会出場，全国中学校卓球大会　男女出場（宮城）
- 2016年（平成28年）  県中総体卓球男子団体優勝　東北大会出場，県中総体卓球女子団体優勝　東北大会出場　東北中学校卓球大会女子団体　第３位　全国大会出場，東北中学校卓球大会男子個人　第２位　全国大会出場
- 2017年（平成29年）  県中総体卓球男子団体優勝　東北大会出場，県中総体卓球女子団体優勝　東北大会出場
- 2019年（令和元年）   県中総体卓球女子団体優勝　東北大会出場，東北中学校卓球大会男子個人　第５位　全国大会出場
- 2020年（令和2年）    ２学期制開始

## アクセス
- 宮城交通バス「三本木中学校前」から80m。徒歩2分。
- 大崎市三本木総合支所から600ｍ。徒歩8分。

## 出身有名人
- 富松崇彰 - （とみまつ たかあき1984年7月20日 - ）は，日本の男子バレーボール選手。宮城県大崎市（旧三本木町）出身。ポジションはミドルブロッカー。V.LEAGUE Division1の東レアローズに所属している。
- 遠藤大地 - （えんどうだいち，1999年 - ）は，帝京大学に所属し，箱根駅伝において4年連続3区で快走。